# Подблюдные песни

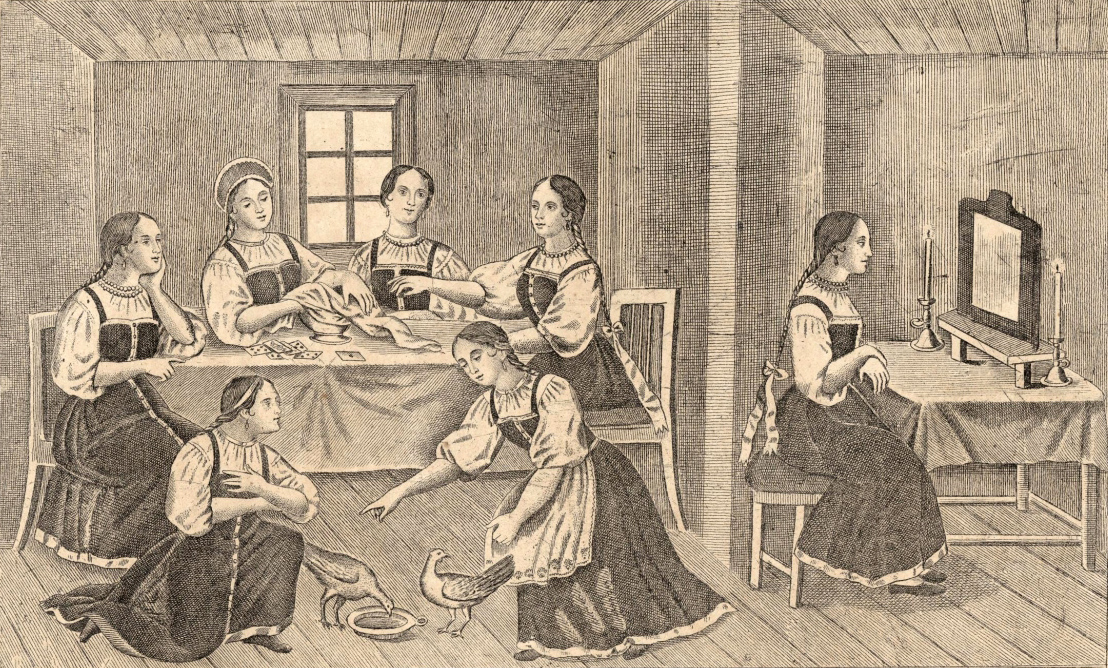
Гадание под подблюдные песни

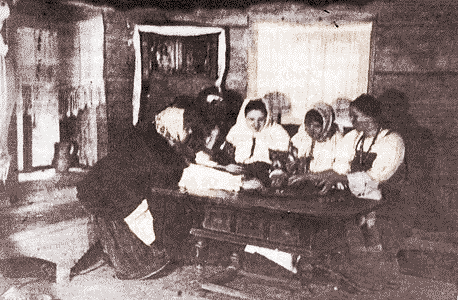
Подблюдные песни.

Подблю́дные пе́сни — русские обрядовые песни, исполняемые во время святочных гаданий по жребию, которые в иносказательной форме предвещают будущее каждому участнику. Наиболее широко распространены на Русском Севере (вологод., костром., новгород., твер., владимир.), у русского населения Западной Сибири; зафиксированы также в центральных и южнорусских областях (смолен., москов., калуж., рязан., тул., орлов.).

## Этимология
Название подблюдные песни связано с особенностями происходившего гадания. В один из святочных праздников (чаще всего в канун Нового года, называемого в северном Белозерье подблюдный вечер) собирались на совместные гадания девушки и женщины; каждая бросала в глубокое блюдо свой предмет (меченые жребии: кольцо, серьгу, булавку, брошку, пуговицу, монету и т. п.); старшая из женщин (вдова) закрывала блюдо платком, встряхивала его и затем вынимала жребии наугад под пение специальных песен, закодированный смысл которых служил предсказанием судьбы для хозяина конкретной вещи. Терминология ритуала отражает либо обрядовые реалии (с блюдом гадать, в блюдье гадать, блюдо трясти, закидывать кольца), либо форму песенных рефренов (илея, илею петь, лявлю играть, люлюкать).

## Тексты и правила
По воспоминаниям Е.Авдеевой можно узнать как гадали в начале XIX века в Сибири:
Для начала собирали кольца, запонки, серёжки, клали их в блюдо и накрывали салфеткою. Нарезав маленькими кусочками хлеб, его клали сверх салфетки. Сначала пели песню "Хлебу и соли слава!" и брали кусочки. Потом ложась спать, клали их под головы, загадывая, что приснится. Потом пели песни. По окончании каждой из них трясли блюдо, и один ловил, что попадалось, по одной вещице. Владелец вещи по песне определял, какая судьба ему нагадалась

### Хлебу да соли слава!
Хлебу да соли

Долог век,

Слава!

Барышне нашей

Более того,

Слава!

Кому мы спели,

Тому добро,

Слава!

Кому вынется,

Скоро сбудется,!

Скоро сбудется,

Не минуется,

Слава!

Слава!

### К богатству
Ползет ёжик

По завалинке,

Тащит казну

На мочалинке.

Диво ули ляду!

Кому спели,

Тому добро!

Летел соловей

Через житенку,

Несёт соловей

Жита горсточку.

Ладо, ладу!

Кому мы поем,

Тому честь воздаем.

Катилось, валилось

Одонье ржи,

Погодя маленько—

Скирд овса.

Кому мы спели,

Тому добро.

Кому вынется,

Тому сбудется,

Не минуется,

Слава!

Мышь пищит,

Сто рублей тащит.

Диво ули ляду!

Кому спели,

Тому добро!

### К счастью
На печи дежа

Высоко взошла.

Кому мы же спели,

Тому добро.

Кому вынется,

Тому сбудется!

Заинька-ковыляинька,

Слава те!

Ковылять тебе

На чужу сторону!

Слава те!

Кому кольцо вынется,

Тому сбудется,

Не минуется.

Медведь- пыхтун.

Слава!

По реке плывет.

Слава!

Кому пыхнет во двор,

Слава!

Тому зять в терем,

Слава!

Кому мы спели,

Тому добро,

Слава!

Кому вынется,

Тому сбудется.

Слава!

Скоро сбудется,

Не минуется.

Слава!

### К несчастьям
Ходит старушка

Посереде,

На ней сарафан

Весь истрескался,

Изверескался.

Илею, илею!

Кому песню поем,

Тому сбудется,

Тому сбудется,

Не минуется.

Илею, илею!